# Huso dauricus
Il kaluga (Huso dauricus (Georgi, 1775)), o storione kaluga è un pesce della famiglia degli Acipenseridi. È un grosso storione predatore diffuso nel bacino dell'Amur. Conosciuto anche come beluga di fiume, è uno tra i pesci d'acqua dolce più grandi del mondo, con un peso massimo di circa 1000 kg e 5,6 m di lunghezza. Come il beluga, leggermente più grande, anch'esso trascorre parte della sua vita in mare.
Da questa specie si ricava il caviale omonimo.